# Zygmunt Mikulski
Zygmunt Mikulski (ur. 25 lipca 1920 w miejscowości Smogorzew koło Kozienic, zm. 11 lutego 1998 w Lublinie) – polski poeta i eseista.
Studiował na Wydziale Filozoficznym KUL. Debiutował jako poeta w 1937 roku na łamach tygodnika „Sport Szkolny”. Był długoletnim redaktorem dwutygodnika „Kamena”.

## Twórczość
- Dziesięć wierszy
- Spacery lubelskie
- Czerwiec przez kalkę
- Listy spal hen
- Tamten Lublin
- Do rymu
- Czterdzieści lata temu, czyli przedwczoraj (wspomnienia)